# 1730
1730 (MDCCXXX) byl rok, který dle gregoriánského kalendáře započal nedělí.

## Události
- 12. července – Byl zvolen papež Klement XII.
- 17. září – Mahmud I. se stal osmanským sultánem.
- 28. září – Patrona Halil zahájil se svou armádou vzpouru v Osmanské říši, touto událostí končí období zvané Tulipánová éra.
- Anna Ivanovna se stala ruskou carevnou.
- Po třech letech byla dokončena přestavba českobudějovické radnice.

### Probíhající události
- 1718–1730 – Tulipánová éra

## Vědy a umění
- Byla zavedena Réaumurova stupnice měření teploty.
- Vznikla první původní opera v Čechách (O původu Jaroměřic Františka Antonína Míči). Tentýž rok byla hrána na zámku hraběte Queastenberka v Jaroměřicích nad Rokytnou.

## Narození

### Česko
- 12. března – Mauritius Elbel, opat oseckého kláštera († 26. července 1798)
- 27. března – Johann Josef Leitenberger, podnikatel německého původu působící především v textilním oboru († 30. května 1802)
- 11. dubna – Josef Kramolín, malíř († 27. dubna 1802)
- 21. dubna – Antonín Kammel, houslista a hudební skladatel († 5. října 1784)

### Svět
- 15. ledna – Louis Dutens, francouzský spisovatel († 23. května 1812)
- 23. ledna – Joseph Hewes, americký politik, obchodník a významný kongresman († 10. listopadu 1779)
- 11. března
  - Darja Saltykovová, ruská šlechtična a sériová vražedkyně († 27. listopadu 1801)
  - Otto Friedrich Müller, dánský přírodovědec († 26. prosince 1784)
- 31. března – Étienne Bézout, francouzský matematik († 27. září 1783)
- 01. dubna – Salomon Gessner, švýcarský malíř a německojazyčný básník († 2. března 1788)
- 25. dubna – Fedele Fenaroli, italský hudební skladatel a pedagog († 1. ledna 1818)
- 26. dubna – John Moore, arcibiskup z Canterbury († 18. ledna 1805)
- 13. května – Charles Watson-Wentworth, britský státník († 1. července 1782)
- 23. května – August Ferdinand Pruský, pruský princ a generál († 2. května 1813)
- 14. června – Antonio Sacchini, italský hudební skladatel, představitel neapolské operní školy († 6. října 1786)
- 24. června – František Berchtold z Uherčic, první diecézní římskokatolický biskup banskobystrické diecéze († 14. srpna 1793)
- 26. června – Charles Messier, francouzský astronom († 12. dubna 1817)
- 12. července – Josiah Wedgwood, anglický hrnčíř († 3. ledna 1795)
- 01. srpna – Frederick Hervey, 4. hrabě z Bristolu, britský církevní hodnostář a šlechtic († 8. července 1803)
- 27. srpna – Johann Georg Hamann, německý spisovatel († 21. června 1788)
- 30. srpna – Filip Ludvík, francouzský princ a druhý syn francouzského krále Ludvíka XV. († 7. dubna 1733)
- 13. září – Karol Jetting, úředník, cestovatel a diplomat, známý jako „bratislavský Robinson“ († 1790)
- 29. září – Karel Boromej Josef z Lichtenštejna, rakouský šlechtic († 21. února 1789)
- 12. listopadu – Caterina Gabrielli, italská koloraturní sopranistka († 16. února 1796)
- 23. listopadu – William Moultrie, americký generál († 27. září 1805)
- 08. prosince
  - Jan Ingenhousz, nizozemský fyziolog, botanik a fyzik († 7. září 1799)
  - Johann Hedwig, německý botanik († 18. února 1799)
- 14. prosince – James Bruce, skotský přírodovědec a cestovatel († 24. dubna 1794)
- 25. prosince – Noël Martin Joseph de Necker, německý lékař a botanik francouzského původu († 30. prosince 1793)
- neznámé datum
  - Charlotte Lennoxová, skotská spisovatelka a básnířka († 4. ledna 1804)
  - František Abaffy, slovenský jakobín, župan oravské stolice († 15. března 1817)
  - James Alexander, irský domácí pan, politik a 1. hrabě z Caledonu († 22. března 1802)
  - Pasquale Errichelli, italský hudební skladatel († po 1775)
  - Domenico Gallo, italský hudební skladatel a houslista období baroka († kolem 1768)

## Úmrtí

### Česko
- 17. března – Antonín Reichenauer, hudební skladatel (* 1694)
- 25. dubna – Leopold Spiegel, pražský varhanář německého původu (* 1680)
- 31. srpna – byl pohřben Gottfried Finger, gambista a hudební skladatel (* před 1660)
- 18. prosince – František Ludvík Poppe, kněz a hudební skladatel (* 17. září 1671)
- neznámé datum – Filip František Gallas, šlechtic (* 1665)

### Svět

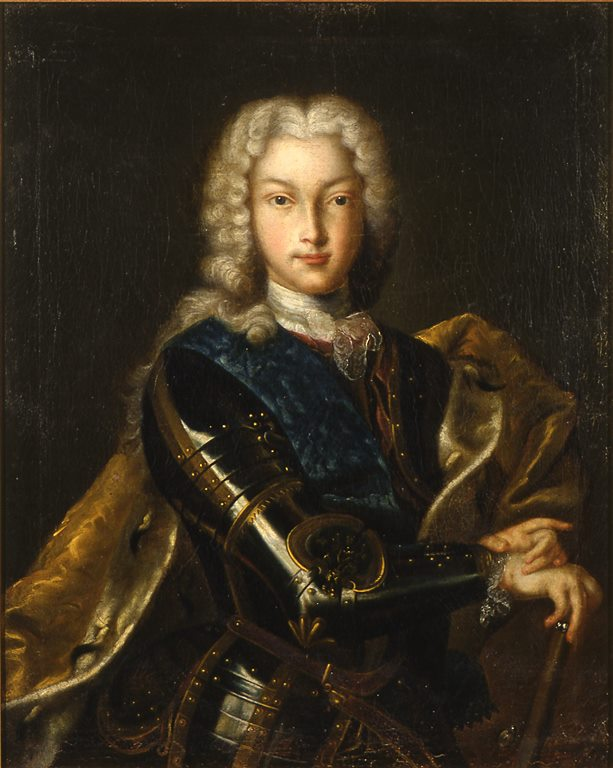
Petr II. († 30. ledna)

- 12. ledna – Johann Christoph Schwedler, německý kazatel a skladatel duchovních písní (* 21. prosince 1672)
- 30. ledna – Petr II. Alexejevič, ruský car (* 23. října 1715)
- 21. února – Benedikt XIII., papež (* 2. února 1649)
- 10. dubna – Nicolas Chalon du Blé, francouzský generál a ministr zahraničních věcí (* 24. ledna 1652)
- 28. května – Leonardo Vinci, italský barokní operní skladatel (* ? 1690)
- 30. května – Arabella Churchillová, milenka Jakuba, vévody z Yorku (* 23. března 1648)
- 18. července – François de Neufville de Villeroy, francouzský vojevůdce (* 7. dubna 1644)
- 17. srpna – Johann Georg Vogt, člen řádu cisterciáků, hudební vědec, historik, spisovatel a kartograf (* 30. června 1669)
- 12. října – Frederik IV. Dánský, král dánský a norský (* 11. října 1671)
- neznámé datum – Giovanni Henrico Albicastro, nizozemský barokní hudební skladatel (* 1660)

## Hlavy států

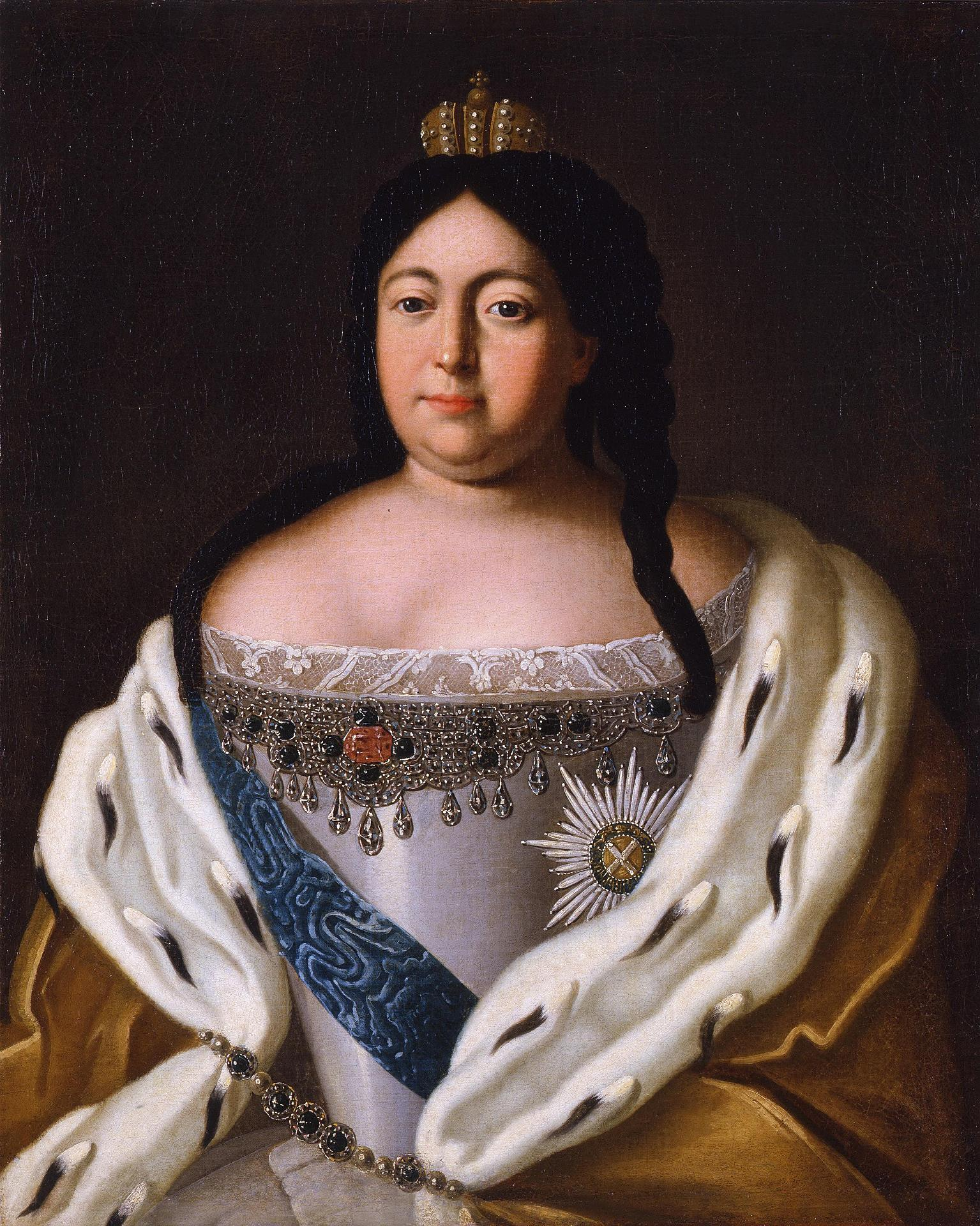
Ruskou carevnou se stala Anna Ivanovna

- Dánsko-Norsko – Frederik IV. (1699–1730) / Kristián VI. (1730–1740)
- Francie – Ludvík XV. (1715–1774)
- Habsburská monarchie – Karel VI. (1711–1740)
- Osmanská říše – Ahmed III. (1703–1730) / Mahmud I. (1730–1754)
- Polsko – August II. (1709–1733)
- Portugalsko – Jan V. (1706–1750)
- Prusko – Fridrich Vilém I. (1713–1740)
- Rusko – Petr II. (1727–1730) / Anna Ivanovna (1730–1740)
- Španělsko – Filip V. (1724–1746)
- Švédsko – Frederik I. (1720–1751)
- Velká Británie – Jiří II. (1727–1760)
- Papež – Benedikt XIII. (1724–1730) / Klement XII. (1730–1740)
- Japonsko – Nakamikado (1709–1735)
- Perská říše – Tahmásp II. (1722–1732)